# Ornithospila cincta
Ornithospila cincta är en fjärilsart som beskrevs av Walker 1861. Ornithospila cincta ingår i släktet Ornithospila och familjen mätare. Inga underarter finns listade i Catalogue of Life.